# Dorfbahn Serfaus
Dorfbahn Serfaus – system podziemnej kolei w austriackiej miejscowości Serfaus w kraju związkowym Tyrol składający się z jednej linii o długości 1280 m i mającej cztery stacje. Jest to, po Tünelu w Stambule i Mühleggbahn w Sankt Gallen, trzeci najkrótszy system kolei podziemnej na świecie.

## Historia
W Serfaus znajduje się duży ośrodek narciarski, w związku z czym w sezonie zimowym panuje duży ruch na trasie pomiędzy miejscowością a dolną stacją kolei linowej. W 1970 roku władze gminy zamknęły główną drogę w miejscowości Dorfbahnstraße dla indywidualnego ruchu samochodowego. Otwarto duży parking przy wjeździe do miejscowości, a stamtąd przez centrum do stacji kursowały autobusy. Wraz z rosnącą liczbą turystów takie rozwiązanie przestało się jednak sprawdzać. Autobusy jeździły zatłoczone, miały problem z mijaniem się w wąskich uliczkach miasta, emitowały spaliny, a przewóz nart w pojazdach wysokopodłogowych był niewygodny. W 1983 roku powierzono pracowni inżynieryjnej Lässer-Feizlmayer z Innsbrucka opracowanie nowej koncepcji transportowej dla Serfaus. Postanowiono wybudować podziemną jednotorową linię kolei na poduszce powietrznej, która połączyłaby parking przez centrum z dolną stacją kolei linowej. Rada gminy zatwierdziła projekt w grudniu 1983 roku, a w lipcu 1984 rozpoczęły się prace budowlane. Za dostarczenie kabiny i systemu napędowego było odpowiedzialne przedsiębiorstwo Otis. 14 grudnia 1985 roku Dorfbahn dopuszczono do ruchu, a oficjalne otwarcie miało miejsce 16 stycznia 1986 roku.
W 2017 roku podjęto decyzję o modernizacji Dorfbahn. 13 kwietnia 2018 roku kolej zawiesiła swoją działalność i rozpoczęły się prace modernizacyjne. W ramach robót zmodernizowano tunel, dzięki czemu zmniejszył się czas przejazdu kolei, oraz przebudowano stacje. Do obsługi linii zakupiono także nowy, o większej pojemności, pociąg firmy Leitner. Połączenie ponownie otwarto w grudniu 2018 roku, wraz z rozpoczęciem sezonu narciarskiego.

## Dane techniczne
Tunel Dorfbahn ma długość 1280 m, 3,24 m szerokości i 3,52 m wysokości. Kolej pokonuje różnice poziomów 20,1 m, a maksymalne nachylenie wynosi 5,35%. Na trasie znajdują się cztery stacje. Podróżni są zabezpieczeni poprzez ścianę (a po przebudowie w 2018 roku szybę) odgradzającą peron od toru kolei, wejście na pokład umożliwiają drzwi otwierane po przyjeździe pociągu na peron. Pociąg unosi się ok. 1 mm nad powierzchnią na poduszce powietrznej wytwarzanej pod pojazdem, a za jego napęd odpowiada lina (podobnie jak w przypadku kolei linowo-terenowej). W tym celu wytwarzane jest ciśnienie ok. 0,2 bara. Na dachu znajduje się odbierak prądu (950 V AC), dzięki któremu funkcjonują urządzenia na pokładzie. Całą trasę obsługuje jeden trójczłonowy pociąg o długości ok. 45 m, szerokości 2,21 m, pojemności 400 osób, natomiast przepustowość kolei to 2000 os./h (do 2018 trasę obsługiwał dwuczłonowy pociąg o pojemności 270 osób, a przepustowość wynosiła 1500 os./h). Pociąg rozwija maksymalną prędkość 40 km/h.

## Przewozy
Kolej funkcjonuje codziennie w godzinach od 8 do 19 (przy imprezach odbywających się w miejscowości czas pracy jest przedłużany). Stacje środkowe Kirche i Zentrum funkcjonują zawsze tylko w jednym kierunku – do południa w stronę kolei linowej, a po południu w stronę parkingu. Pociągi jadące w przeciwną stronę przejeżdżają przez stację bez zatrzymania. Przejazd Dorfbahn jest bezpłatny.

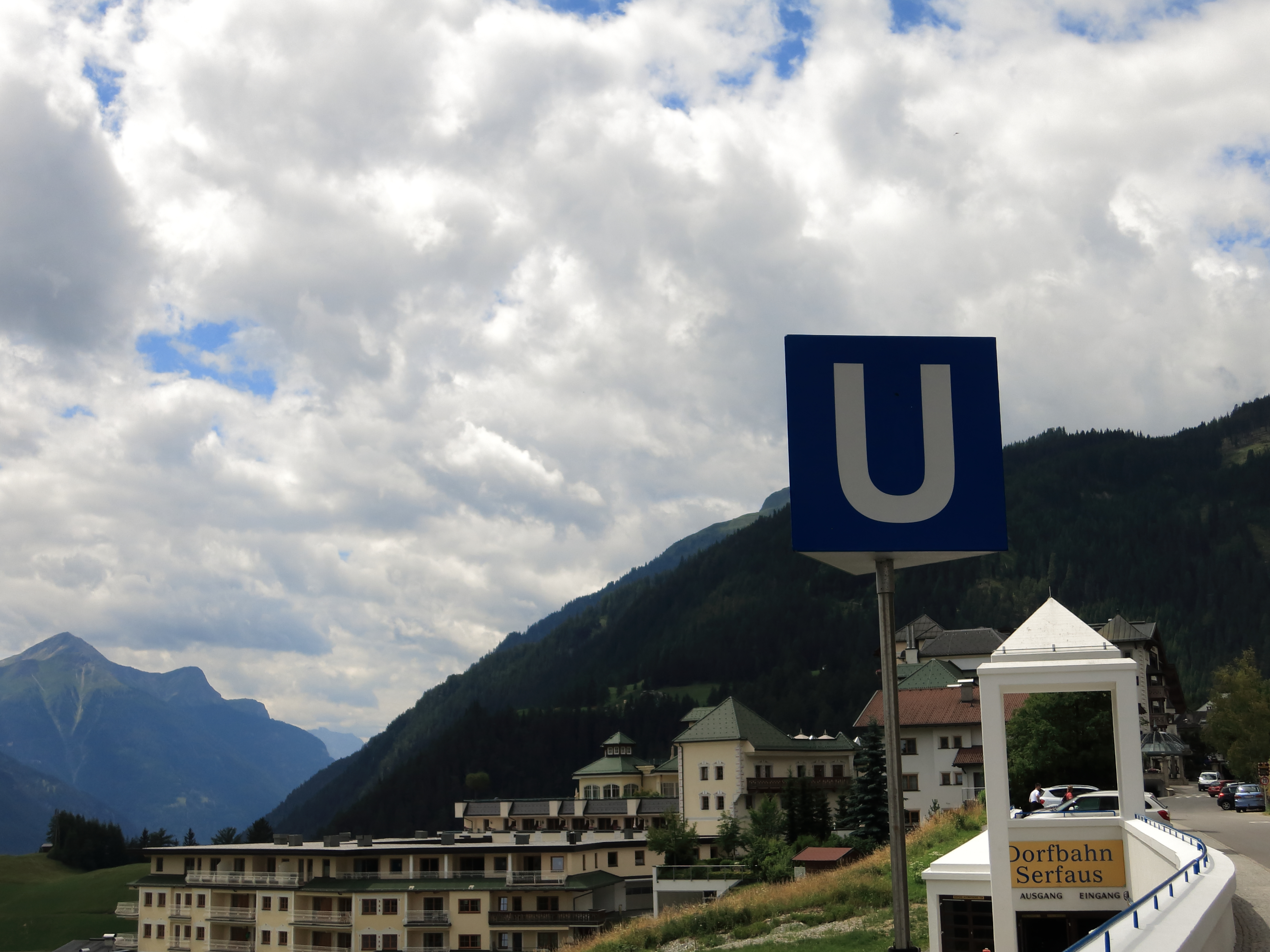
Znak stacji metra (z niem. U-Bahn – metro)
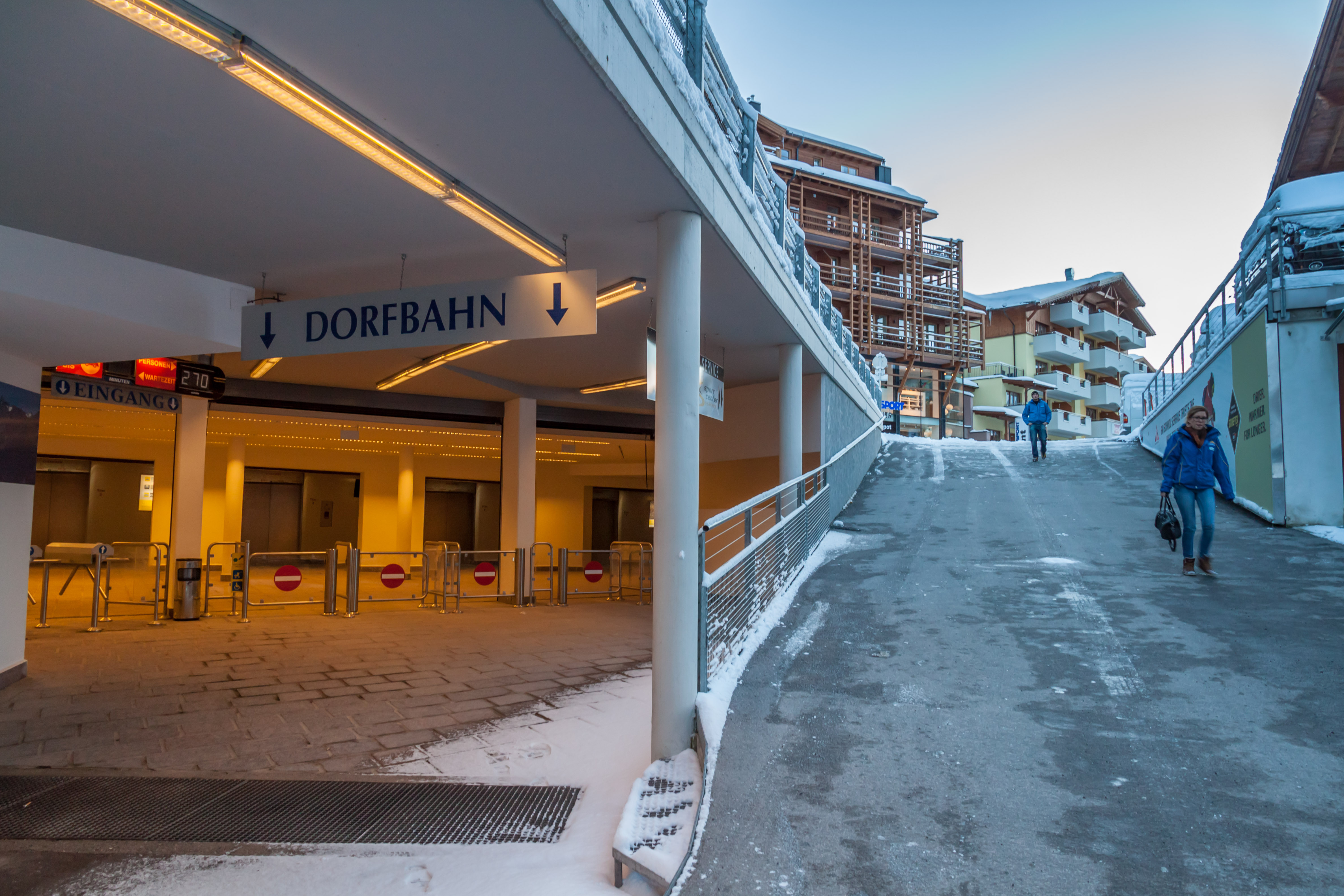
Stacja Seilbahn przed modernizacją
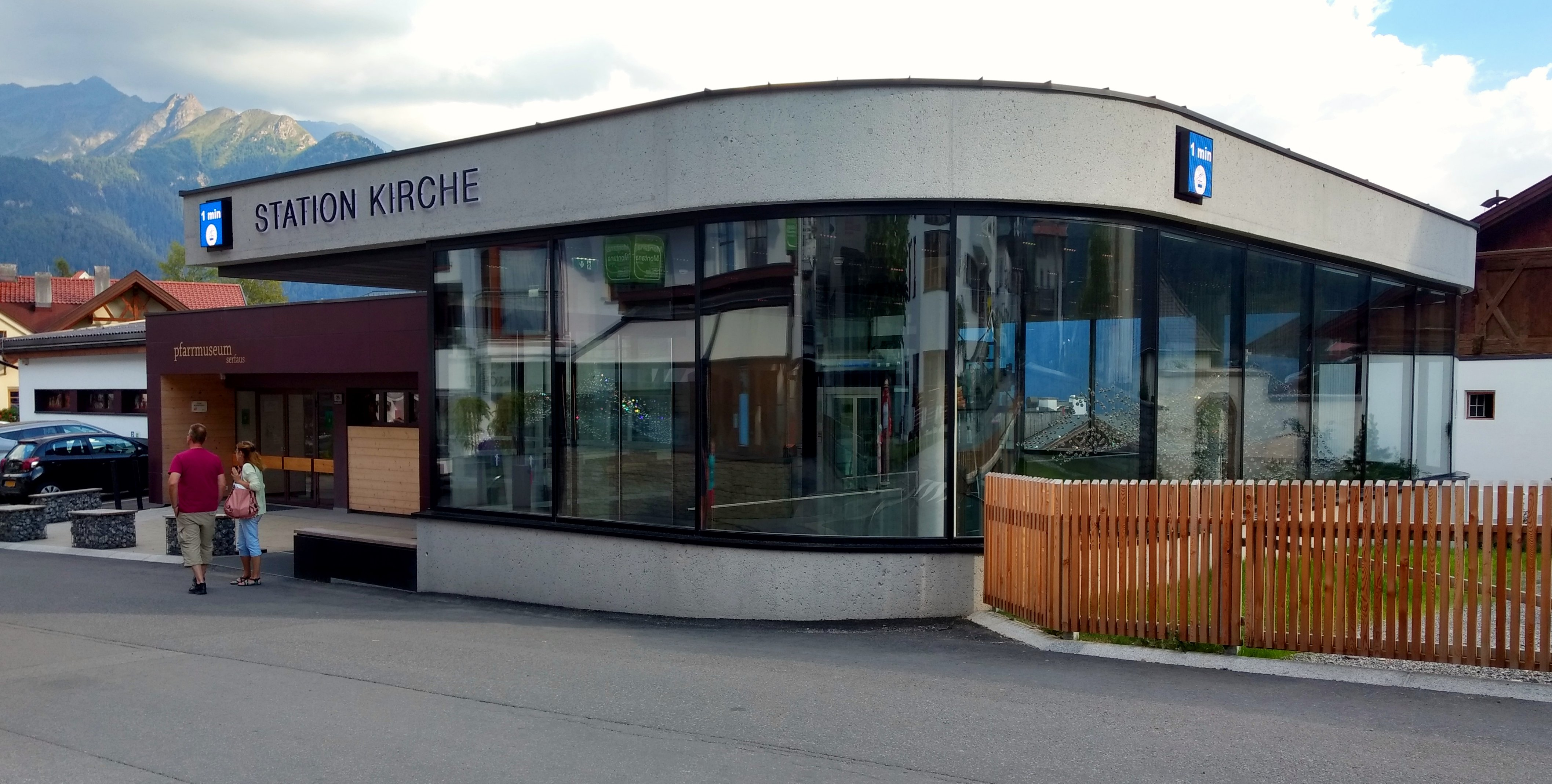
Stacja Kirche po modernizacji
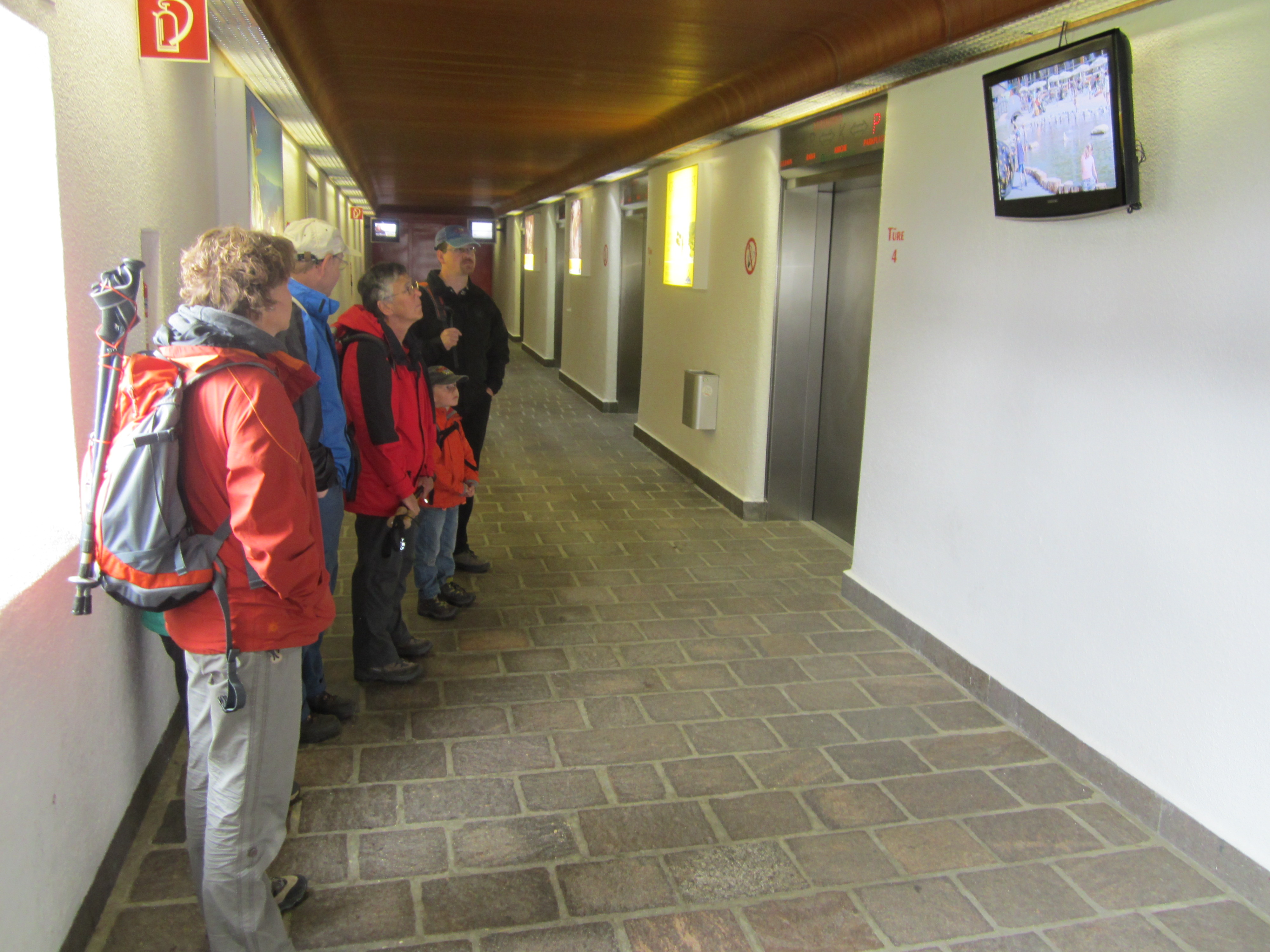
Peron stacji przed modernizacją
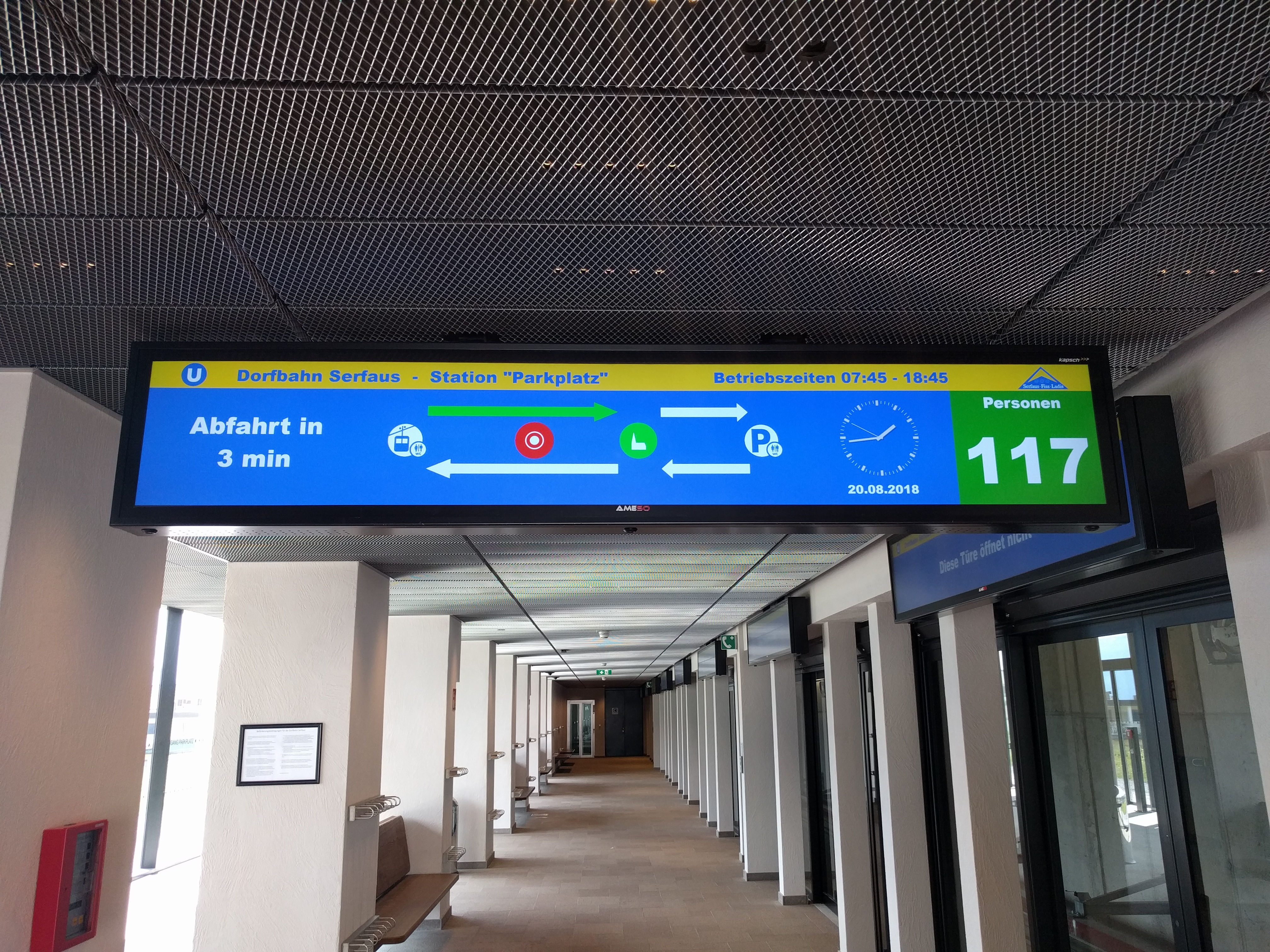
Peron stacji po modernizacji
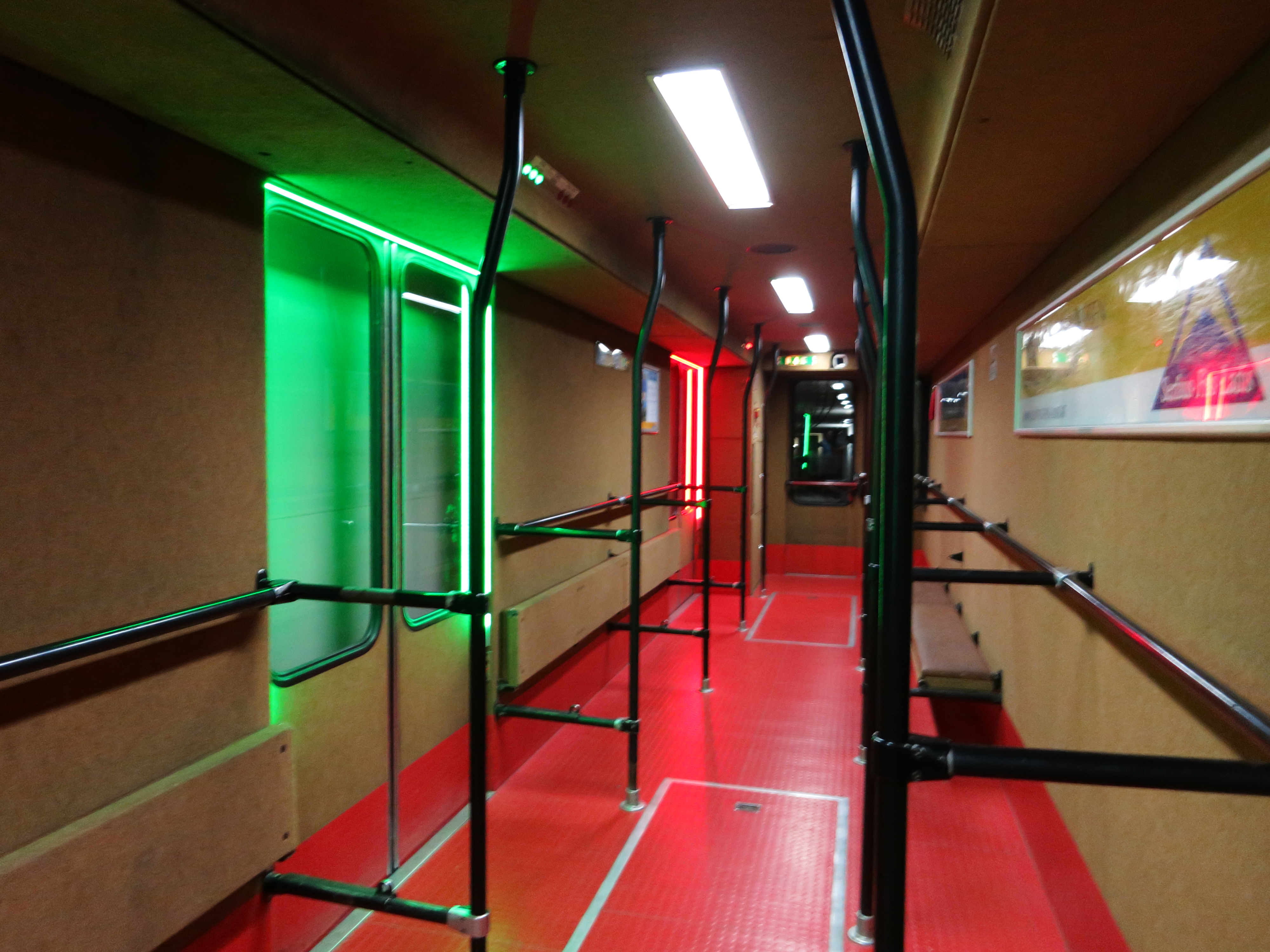
Wnętrze pociągu przed modernizacją
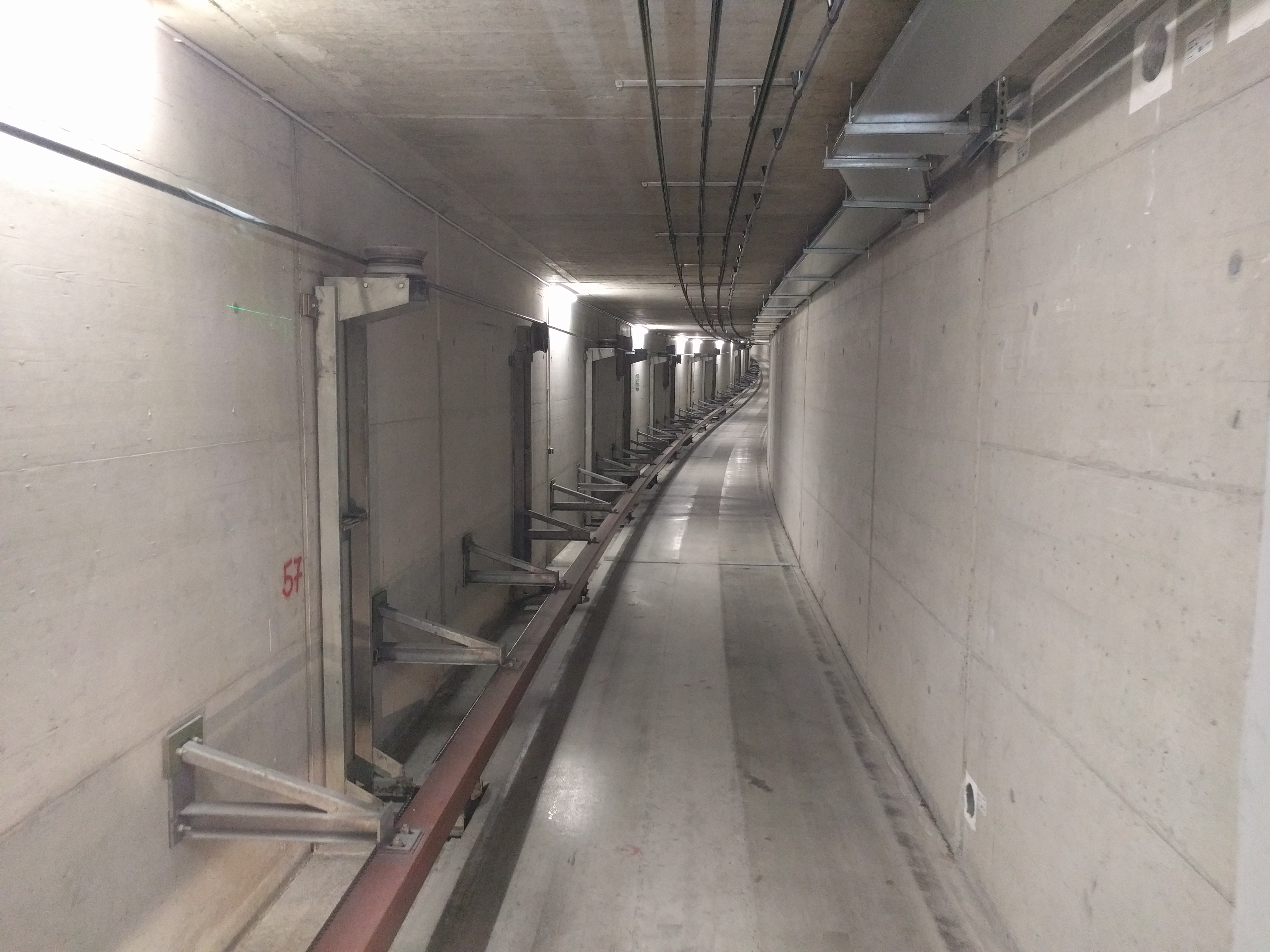
Wnętrze tunelu
- Nagranie z przejazdu koleją przed modernizacją